# Medenheim
Medenheim ist eine früh- bis spätmittelalterliche Wüstung zwischen der Kreisstadt Northeim und dem Dorf Sudheim in Niedersachsen.

## Geschichte
Aus dem Urkundenbuch Fulda 1 erfährt man, dass Nithart und seine Frau Eggihilt um 800 dem Kloster Fulda Güter in Northeim, Medenheim und Sudheim schenkten.
Auch in ottonischer Zeit wird Medenheim in den Quellen genannt: „Kaiser Otto II. erlässt auf Bitte des Werinhar, Abt von Fulda, dem Kloster Fulda den Jahreszins in Höhe von einem Rind im ersten und zwei Rindern im zweiten Jahr, den bisher der Ort Medenheim [wüst, südl. Northeim], im Rittigau (pago Rietdega) und in der Grafschaft Sigefrids gelegen, zu entrichten hatte, überträgt ihn auf das Kloster und verleiht die Immunität.“ (Sigefrid ist Graf Siegfried von Northeim.)

## Die Kirche
Aus schriftlichen Quellen ist bekannt, dass im Jahr 1141 eine dem heiligen Bonifatius geweihte Kirche in Medenheim bestand. Sie lag, umgeben von ihrem Friedhof, am nördlichen Rand der Ortschaft.

## Der Steinbau
Eine Notgrabung von 1991 brachte 11 m westlich der Bonifatiuskirche einen Steinbau von 7,40 × 7,40 m zum Vorschein, zu dem wohl ein Vorderhaus gehörte. Diese Kemenate ist „mit ihrem bis zu 1,80 m hohen Mauerwerk ein wichtiges Zeugnis romanischer Bauweise im südniedersächsischen Raum.“ Es gab zwei Zugänge, von denen der südliche zugemauert wurde. Wahrscheinlich war dies der Sitz der Herren von Medem.
Ein weiterer Steinbau wurde zerstört, ohne archäologisch erfasst werden zu können.

## Tierknochenfunde
Aufschlussreich mit Blick auf die Ernährung in karolingischer und ottonischer Zeit war die Auswertung der Tierknochenfunde, die zu 99 % von Haustieren stammten, nur zu 1 % von Wild. Es wurden doppelt so viele Schweine wie Rinder gehalten, letztere waren aber, weil größer, trotzdem die wichtigsten Fleischlieferanten. Schafe, Ziegen und Pferde wurden nicht in erster Linie wegen ihres Fleisches gehalten. Das Schlachtalter war relativ hoch, das bedeutet, dass es Aufstallungsmöglichkeiten und Futterreserven für die Überwinterung gegeben haben muss.

## Präsentation der Grabungsergebnisse
- Das rekonstruierte Grubenhaus-Ensemble befindet sich direkt an der B 3, südlich der Einmündung Hillerser Straße, auf dem Gelände eines Autohauses. 51° 41′ 11″ N, 9° 59′ 8″ O
- Die gesicherten Mauerzüge des Steinwerks befinden sich unter einem Schutzbau auf dem Parkplatz eines SB-Warenhauses an der Hillerser Straße. 51° 41′ 25″ N, 9° 59′ 4″ O

Beide Orte sind frei zugänglich, aber nicht besonders ausgewiesen.